# Idiochlora dorsinigrata
Idiochlora dorsinigrata är en fjärilsart som beskrevs av Louis Beethoven Prout 1917. Idiochlora dorsinigrata ingår i släktet Idiochlora och familjen mätare. Inga underarter finns listade i Catalogue of Life.